# 五间镇
五间镇，是中华人民共和国重庆市永川区下辖的一个乡镇级行政单位。

## 行政区划
五间镇下辖以下地区：
五间社区、友胜村、和平村、合兴村、双创村、景圣村、新建村和珍宝村。